# Џебел Али
Џебел Али (арап. جبل علي) је град лука која се налази 35 km северозападно од Дубаија у Уједињеним Арапским Емиратима. Изградњом луке касних 70-их започета је и градња Џебел Али села првенствено коришћеног за становање лучких радника. У селу данас живи више од 300 становника. Са 67 места за усидравање и 134.68 квадратних километара Џебел Али је највећа вештачка лука на свету и највеће пристаниште на Блиском истоку. Услуге луке користе око 5500 предузећа из 120 земаља света.
Године 1985. успостављена је Џебел Али слободна зона, са посебним повластицама. Оне подразумевају ниже цене и ослобађања од такса за међународне трговце и купце. Сва физичка лица ослобођена су од плаћања пореза у временском периоду од 15 година. У овом подручју налази се и Међународни аеродром Ал Мактоум.
Лука Џебал Али постала је најпосећеније пристаниште бродова Ратне морнарице САД изван матичне државе.